# Выборы в Законодательное собрание Еврейской автономной области (2021)
Выборы депутатов Законодательного собрания Еврейской автономной области седьмого созыва проходили в Еврейской автономной области с 17 по 19 сентября 2021 года в единый день голосования, одновременно с выборами в Государственную думу РФ.
Выборы прошли по смешанной избирательной системе: из 19 депутатов 10 были избраны по партийным спискам (пропорциональная система), другие 9 — по трёхмандатным округам (мажоритарная система). Для попадания в Заксобрание по пропорциональной системе партиям необходимо преодолеть 5%-й барьер. Срок полномочий депутатов — пять лет.

## Участники

### Выборы по партийным спискам
| 1                                | Партия прямой демократии                     | Татьяна Колнауз Олег Артамонов                     | 11 | зарегистрирован |
| 2                                | «Коммунисты России»                          | Максим Сурайкин Ирина Титоренко Анатолий Сметанин  | 30 | зарегистрирован |
| 3                                | Коммунистическая партия Российской Федерации | Владимир Фишман Сергей Тонких Нина Калюкина        | 21 | зарегистрирован |
| 4                                | ЛДПР                                         | Владимир Жириновский Василий Гладких               | 26 | зарегистрирован |
| 5                                | «Справедливая Россия — Патриоты — За правду» | Владимир Дудин                                     | 9  | зарегистрирован |
| 6                                | «Единая Россия»                              | Ростислав Гольдштейн Владимир Джабаров Роман Бойко | 30 | зарегистрирован |
| 7                                | «Родина»                                     | Григорий Зинич                                     | 8  | зарегистрирован |
| **Без учёта выбывших кандидатов. |                                              |                                                    |    |                 |

### Выборы по округам
По 9 одномандатным округам кандидаты выдвигались как партиями, так и путём самовыдвижения. Кандидатам требовалось собрать 3 % подписей от числа избирателей соответствующего одномандатного округа.
| Партия | Партия                          | Кандидатов | Кандидатов       |
| Партия | Партия                          | Выдвинуто  | Зарегистрировано |
| ------ | ------------------------------- | ---------- | ---------------- |
|        | Единая Россия                   | 9          | 9                |
|        | КПРФ                            | 9          | 8                |
|        | ЛДПР                            | 9          | 9                |
|        | Справедливая Россия — За правду | 6          | 6                |
|        | Самовыдвижение                  | 3          | 1                |
| Всего  | Всего                           | 36         | 33               |

## Результаты
| Место                      | Место                      | Партия                            | по областным спискам | по областным спискам | по областным спискам | по одно- мандатным округам | всего         |  |
| Место                      | Место                      | Партия                            | Голоса               | %                    | Получено мест        | Получено мест              | Получено мест |  |
| -------------------------- | -------------------------- | --------------------------------- | -------------------- | -------------------- | -------------------- | -------------------------- | ------------- |  |
|                            | 1.                         | «Единая Россия»                   | 39 437               | 51,86 %              | 5                    | 9                          | 14            |  |
|                            | 2.                         | КПРФ                              | 14 477               | 19,04 %              | 2                    | 0                          | 2             |  |
|                            | 3.                         | ЛДПР                              | 7058                 | 9,28 %               | 1                    | 0                          | 1             |  |
|                            | 4.                         | Партия прямой демократии          | 4508                 | 5,93 %               | 1                    | 0                          | 1             |  |
|                            | 5.                         | «Справедливая Россия — За правду» | 4180                 | 5,50 %               | 1                    | 0                          | 1             |  |
|                            |                            |                                   |                      |                      |                      |                            |               |  |
|                            | 6.                         | «Коммунисты России»               | 2176                 | 2,86 %               | 0                    | 0                          | 0             |  |
|                            | 7.                         | «Родина»                          | 1142                 | 1,50 %               | 0                    | 0                          | 0             |  |
|                            |                            | Самовыдвижение                    | —                    | —                    | —                    | 0                          | 0             |  |
| Недействительные бюллетени | Недействительные бюллетени | Недействительные бюллетени        | 3072                 | 4,03 %               |                      |                            |               |  |
| Всего                      | Всего                      | Всего                             | 76 050               | 100 %                | 10                   | 9                          | 19            |  |